# Kapelle zur Schmerzhaften Muttergottes (Brugger)

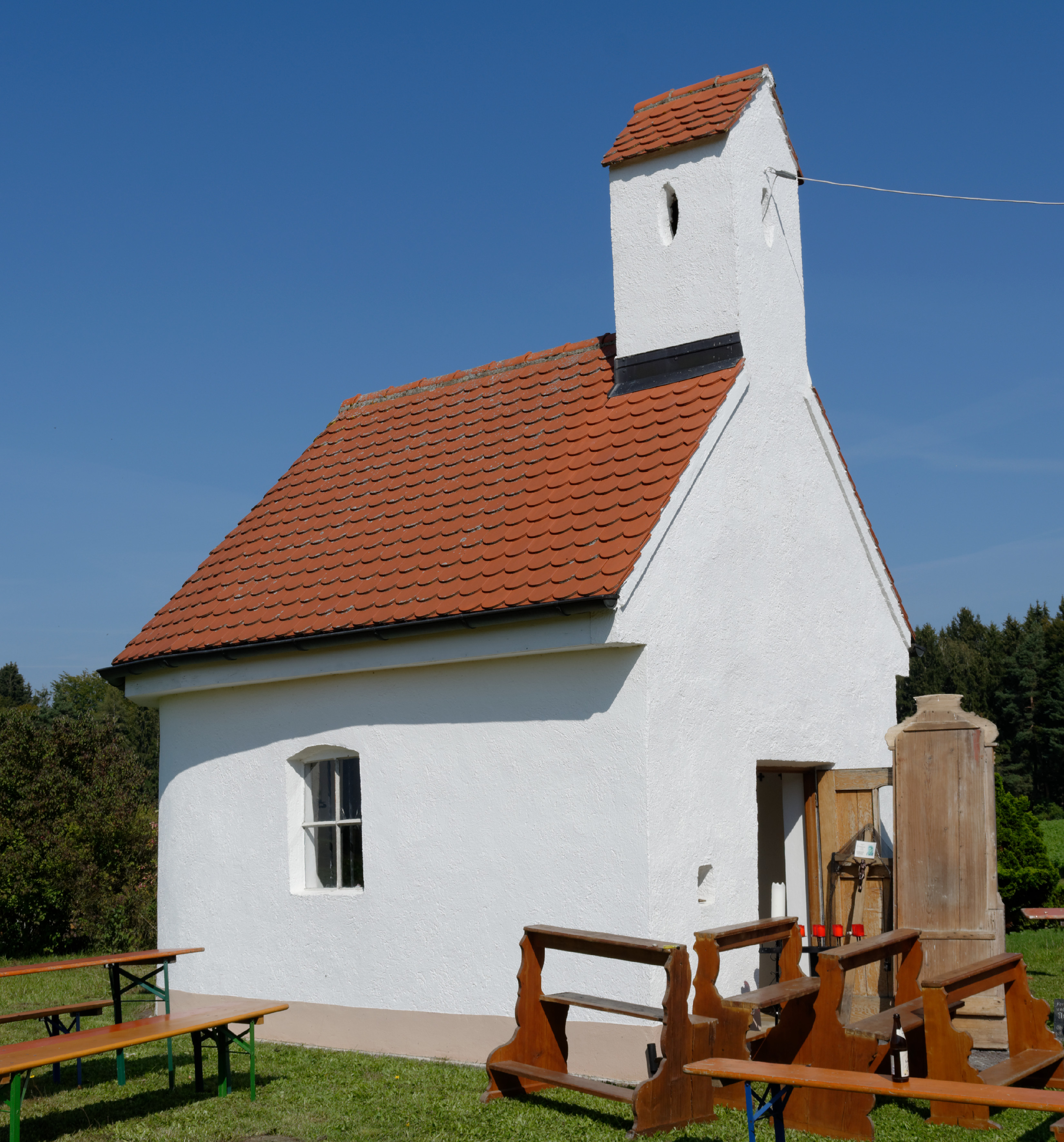
Kapelle zur Schmerzhaften Muttergottes in Brugger

Die katholische Kapelle zur Schmerzhaften Muttergottes ist ein Baudenkmal in Brugger bei Eurasburg in Schwaben.
Die nach Westen gerichtete Kapelle ist vermutlich Anfang des 19. Jahrhunderts, sicher jedoch vor 1811 erbaut worden. Es handelt sich um einen schlichten Rechteckbau mit halbrunder Apsis und einem Dachreiter über der Eingangstür. In der Chornische findet sich ein ehemaliger Altaraufsatz mit einer Pietà aus dem 17. Jahrhundert. Es wird vermutet, dass dieser aus dem Kloster Taxa stammt, welches im Zuge der Säkularisation 1802 abgerissen wurde.